# 小日向久治
小日向 久治（おびなた ひさはる、1949年9月25日 - ）は、日本の技術者、実業家。アルバック代表取締役社長や、同社取締役会長を経て、日本真空工業会会長。

## 人物・経歴
新潟県出身。1972年新潟大学理学部卒業、日本真空技術入社。第3事業部長を経て、1990年取締役半導体装置事業部長に昇格。2006年アルバックテクノ代表取締役社長。2012年からアルバック代表取締役社長を務め、2017年に取締役会長に退いた。2018年取締役相談役、日本真空工業会会長。